# Cyril Théréau
 (juin 2016).
Si vous disposez d'ouvrages ou d'articles de référence ou si vous connaissez des sites web de qualité traitant du thème abordé ici, merci de compléter l'article en donnant les références utiles à sa vérifiabilité et en les liant à la section « Notes et références ».
Cyril Théréau, né le 24 avril 1983 à Privas, est un footballeur français évoluant au poste d'attaquant. Son frère Gaëtan est lui aussi footballeur à l'Union sportive de Marignane.
Joueur au parcours atypique, Théréau quitte tôt son pays natal et passe la majorité de sa carrière en Italie où il se fait un nom en Serie A.

## Biographie
Natif de l’Ardèche, Cyril Théréau commence le football à l’âge de douze ans à Laragne-Montéglin, dans les Hautes-Alpes, puis joue au Gap FC (2001 à 2003) et à l'US Orléans en CFA. 
Au début de la saison 2004-2005, Théréau marque douze buts en dix matchs avec les Orléanais. Attirant l’œil des recruteurs, il signe en décembre 2004 au SCO Angers qui évolue en Ligue 2. Le SCO est toutefois relégué en National à la fin de la saison. Théréau inscrit dix buts en trente-et-un matchs de National. 
En fin de contrat à l’été 2006, il est recruté par le RCSC Charleroi. C’est Patrick Remy, l’entraîneur de l'En Avant de Guingamp, qui conseille à Abbas Bayat, président du club de Charleroi, de le recruter. Durant la préparation avec les Zèbres de Charleroi, Théréau inscrit six buts, et trois lors des quatre premières rencontres du Championnat belge. 
Début août 2006, un superviseur du Steaua Bucarest se trouve dans une tribune liégeoise pour superviser le Standard, son adversaire au troisième préliminaire de la Ligue des champions, opposé ce soir-là à Charleroi. Deux joueurs carolos sont alors repérés : Théréau, auteur du but de la victoire (2-1), et un autre français, Fabien Camus, un milieu formé à l’OM. Si Camus décline l’offre, car il juge l’aventure risquée, Théréau accepte la proposition du Steaua Bucarest. Le montant du transfert s’élève à un million d’euros,. Charleroi réalise une bonne opération financière car Théréau était arrivé libre de tout contrat. 
Peu après sa signature au Steaua Bucarest, le 29 août 2006, il découvre la Ligue des Champions 2006-2007, lors d'un match face au Dynamo Kiev. Il inscrit dix buts en dix-sept matchs de championnat roumain, terminant deuxième meilleur buteur du club.
Le 26 juin 2007 est annoncée sa signature avec le RSC Anderlecht, marquant son retour dans le championnat belge. Il ne joue que onze matchs dont quatre titularisations pour un but marqué. Il est alors prêté au RCSC Charleroi pour six mois. Il marque cinq buts en quinze matchs et demande à rester chez les Zèbres. Les deux clubs se mettent d'accord sur le transfert du joueur. Il signe pour trois saisons chez les Carolos mais une « clause de revente » garantit aux Mauves d'Anderlecht la moitié de la somme du transfert en cas de revente du joueur. Deuxième buteur de la Jupiler Pro League en 2010, il est élu en fin de saison Zèbre d'or du club.
Il rejoint le Chievo Vérone en Serie A en août 2010. Remplaçant en début de saison, il devient ensuite titulaire et marque un but décisif en fin de match contre l'AC Cesena. Victime de nombreuses blessures, il passe beaucoup de temps à l'infirmerie du club.
À la mi-saison 2011-2012, demeuré au Chievo en Serie A, Cyril Théréau est titulaire à douze reprises et entre au jeu trois fois, inscrivant deux buts. Son apport s'accroît encore lorsqu'en coupe d'Italie, il qualifie son équipe pour les quarts de finale en marquant le but décisif à l'Udinese dans les arrêts de jeu. La saison 2011-2012 se clôture sur trente-trois apparitions et six buts. 
Cyril confirme son statut au sein du Calcio, à la mi-saison 2012-2013, il compte dix-sept apparitions et trois buts.
Théréau s'engage à l'Udinese Calcio le 24 juin 2014. Pour sa première saison au club, le Français trouve une place de titulaire rapidement et dispute trente-sept matchs de championnat. Il marque treize buts toutes compétitions confondues et forme un duo d'attaque efficace avec Antonio Di Natale, l'emblématique capitaine du club.
Les deux saisons suivantes sont de la même facture pour Théréau qui devient le buteur vedette de l'Udinese, inscrivant vingt-trois buts en Serie A. Malgré ses statistiques individuelles, le club du Frioul reste englué dans le ventre mou du championnat italien.
Après un début de saison 2017-2018 bien entamé avec trois buts en autant de rencontres, Théréau rejoint la Fiorentina à la fin du mercato d'été. Il totalise quarante buts en cent treize matchs, son meilleur total en carrière.
Le 31 août 2017, Théréau signe à la Fiorentina. Il marque cinq buts et délivre quatre passes en vingt rencontres de championnat durant la saison 2017-2018.
Le 31 janvier 2019, Théréau est prêté par son club à Cagliari jusqu'à la fin de la saison. Peu utilisé, il prend part à cinq matchs sur dix-neuf possibles et revient à la Fiorentina à l'issue de l'exercice.

## Statistiques
| Saison                | Club                   | Championnat           | Championnat | Championnat | Championnat | Coupe nationale | Coupe nationale | Coupe nationale | Coupe de la Ligue | Coupe de la Ligue | Coupe de la Ligue | Supercoupe | Supercoupe | Supercoupe | Compétition(s) continentale(s) | Compétition(s) continentale(s) | Compétition(s) continentale(s) | Compétition(s) continentale(s) | Total | Total | Total |
| Saison                | Club                   | Division              | M.          | B.          | P.d.        | M.              | B.              | P.d.            | M.                | B.                | P.d.              | M.         | B.         | P.d.       | Comp.                          | M.                             | B.                             | P.d.                           | M.    | B.    | P.d.  |
| 2004-2005             | US Orléans             | CFA                   | 10          | 12          | 0           | -               | -               | -               | -                 | -                 | -                 | -          | -          | -          | -                              | -                              | -                              | -                              | 10    | 12    | 0     |
| Sous-total            | Sous-total             | Sous-total            | 10          | 12          | 0           | -               | -               | -               | -                 | -                 | -                 | -          | -          | -          | -                              | -                              | -                              | -                              | 10    | 12    | 0     |
| 2004-2005             | Angers SCO             | Ligue 2               | 17          | 3           | 0           | 2               | 1               | 0               | -                 | -                 | -                 | -          | -          | -          | -                              | -                              | -                              | -                              | 19    | 4     | 0     |
| 2005-2006             | Angers SCO             | National              | 31          | 10          | 0           | 1               | 1               | 0               | 1                 | 1                 | 0                 | -          | -          | -          | -                              | -                              | -                              | -                              | 33    | 12    | 0     |
| Sous-total            | Sous-total             | Sous-total            | 48          | 13          | 0           | 3               | 2               | 0               | 1                 | 1                 | 0                 | -          | -          | -          | -                              | -                              | -                              | -                              | 52    | 16    | 0     |
| 2006-2007             | Sporting Charleroi     | Division 1            | 4           | 3           | 0           | -               | -               | -               | -                 | -                 | -                 | -          | -          | -          | -                              | -                              | -                              | -                              | 4     | 3     | 0     |
| Sous-total            | Sous-total             | Sous-total            | 4           | 3           | 0           | -               | -               | -               | -                 | -                 | -                 | -          | -          | -          | -                              | -                              | -                              | -                              | 4     | 3     | 0     |
| 2006-2007             | Steaua Bucarest        | Liga I                | 17          | 10          | 1           | 1               | 0               | 0               | -                 | -                 | -                 | -          | -          | -          | C1+C3                          | 6+1                            | 0                              | 0                              | 25    | 10    | 1     |
| Sous-total            | Sous-total             | Sous-total            | 17          | 10          | 1           | 1               | 0               | 0               | -                 | -                 | -                 | -          | -          | -          | -                              | 7                              | 0                              | 0                              | 25    | 10    | 1     |
| 2007-2008             | RSC Anderlecht         | Division 1            | 11          | 1           | 0           | -               | -               | -               | -                 | -                 | -                 | 1          | 0          | 0          | C1+C3                          | 1+3                            | 0+1                            | 0+1                            | 16    | 2     | 1     |
| Sous-total            | Sous-total             | Sous-total            | 11          | 1           | 0           | -               | -               | -               | -                 | -                 | -                 | 1          | 0          | 0          | -                              | 4                              | 1                              | 1                              | 16    | 2     | 1     |
| 2007-2008             | Sporting Charleroi     | Division 1            | 15          | 5           | 2           | -               | -               | -               | -                 | -                 | -                 | -          | -          | -          | -                              | -                              | -                              | -                              | 15    | 5     | 2     |
| 2008-2009             | Sporting Charleroi     | Jupiler League        | 30          | 4           | 1           | 1               | 0               | 1               | -                 | -                 | -                 | -          | -          | -          | -                              | -                              | -                              | -                              | 31    | 4     | 2     |
| 2009-2010             | Sporting Charleroi     | Jupiler League        | 33          | 13          | 1           | 2               | 0               | 0               | -                 | -                 | -                 | -          | -          | -          | -                              | -                              | -                              | -                              | 35    | 13    | 1     |
| 2010-2011             | Sporting Charleroi     | Jupiler League        | 3           | 0           | 0           | -               | -               | -               | -                 | -                 | -                 | -          | -          | -          | -                              | -                              | -                              | -                              | 3     | 0     | 0     |
| Sous-total            | Sous-total             | Sous-total            | 81          | 22          | 4           | 3               | 0               | 1               | -                 | -                 | -                 | -          | -          | -          | -                              | -                              | -                              | -                              | 84    | 22    | 5     |
| 2010-2011             | Chievo Vérone          | Serie A               | 23          | 2           | 0           | -               | -               | -               | -                 | -                 | -                 | -          | -          | -          | -                              | -                              | -                              | -                              | 23    | 2     | 0     |
| 2011-2012             | Chievo Vérone          | Serie A               | 32          | 6           | 3           | 2               | 1               | 0               | -                 | -                 | -                 | -          | -          | -          | -                              | -                              | -                              | -                              | 34    | 7     | 3     |
| 2012-2013             | Chievo Vérone          | Serie A               | 37          | 11          | 6           | 1               | 2               | 0               | -                 | -                 | -                 | -          | -          | -          | -                              | -                              | -                              | -                              | 38    | 13    | 6     |
| 2013-2014             | Chievo Vérone          | Serie A               | 32          | 7           | 1           | 2               | 1               | 0               | -                 | -                 | -                 | -          | -          | -          | -                              | -                              | -                              | -                              | 34    | 8     | 1     |
| Sous-total            | Sous-total             | Sous-total            | 124         | 26          | 10          | 5               | 4               | 0               | -                 | -                 | -                 | -          | -          | -          | -                              | -                              | -                              | -                              | 129   | 30    | 10    |
| 2014-2015             | Udinese Calcio         | Serie A               | 37          | 10          | 0           | 3               | 3               | 0               | -                 | -                 | -                 | -          | -          | -          | -                              | -                              | -                              | -                              | 40    | 13    | 0     |
| 2015-2016             | Udinese Calcio         | Serie A               | 36          | 11          | 3           | 1               | 1               | 0               | -                 | -                 | -                 | -          | -          | -          | -                              | -                              | -                              | -                              | 37    | 12    | 3     |
| 2016-2017             | Udinese Calcio         | Serie A               | 33          | 12          | 2           | 0               | 0               | 0               | -                 | -                 | -                 | -          | -          | -          | -                              | -                              | -                              | -                              | 33    | 12    | 2     |
| 2017-2018             | Udinese Calcio         | Serie A               | 2           | 2           | 0           | 1               | 1               | 0               | -                 | -                 | -                 | -          | -          | -          | -                              | -                              | -                              | -                              | 3     | 3     | 0     |
| Sous-total            | Sous-total             | Sous-total            | 108         | 35          | 5           | 5               | 5               | 0               | -                 | -                 | -                 | -          | -          | -          | -                              | -                              | -                              | -                              | 113   | 40    | 5     |
| 2017-2018             | ACF Fiorentina         | Serie A               | 20          | 5           | 4           | 0               | 0               | 0               | -                 | -                 | -                 | -          | -          | -          | -                              | -                              | -                              | -                              | 20    | 5     | 4     |
| 2018-2019             | ACF Fiorentina         | Serie A               | 2           | 0           | 0           | 0               | 0               | 0               | -                 | -                 | -                 | -          | -          | -          | -                              | -                              | -                              | -                              | 2     | 0     | 0     |
| 2019-2020             | ACF Fiorentina         | Serie A               | -           | -           | -           | -               | -               | -               | -                 | -                 | -                 | -          | -          | -          | -                              | -                              | -                              | -                              | 0     | 0     | 0     |
| Sous-total            | Sous-total             | Sous-total            | 22          | 5           | 4           | 0               | 0               | 0               | -                 | -                 | -                 | -          | -          | -          | -                              | -                              | -                              | -                              | 22    | 5     | 4     |
| 2018-2019             | Cagliari Calcio (prêt) | Serie A               | 5           | 0           | 0           | 0               | 0               | 0               | -                 | -                 | -                 | -          | -          | -          | -                              | -                              | -                              | -                              | 5     | 0     | 0     |
| Total sur la carrière | Total sur la carrière  | Total sur la carrière | 430         | 127         | 24          | 17              | 11              | 1               | 1                 | 1                 | 0                 | 1          | 0          | 0          | -                              | 11                             | 1                              | 1                              | 460   | 140   | 26    |

## Palmarès
- Vice-champion de Roumanie en 2007 avec le Steaua Bucarest